# 1252 Селестія
1252 Селестія (1252 Celestia) — астероїд головного поясу, відкритий 19 лютого 1933 року.
Тіссеранів параметр щодо Юпітера — 3,100.